# CD 테루엘
CD 테루엘(스페인어: Club Deportivo Teruel)은 스페인 아라곤주 테루엘을 연고로 하는 축구단이다. 1954년 11월 14일 창단되었으며, 프리메라 페데라시온에 참가하고 있다. 4,500석 규모의 에스타디오 피니야에서 홈 경기를 치른다.

## 선수 명단

### 현역
참고: FIFA 자격 규정에 따라 소속된 국가대표팀 국기를 표시합니다. 선수는 복수의 FIFA 비회원국 국적을 가지고 있을 수 있습니다.
| 번호 | 포지션 | 국적 | 이름   |
| ---- | ------ | ---- | ------ |
| 7    | FW     |      | 안준혁 |

| 번호 | 포지션 | 국적 | 이름            |
| ---- | ------ | ---- | --------------- |
| 21   | MF     |      | 파쿤도 가르시아 |

## 역대 감독
| 감독        | 임기        |
| ----------- | ----------- |
| 라몬 칼데레 | 2009 ~ 2011 |